# Wodnik pacyficzny
Wodnik pacyficzny (Hypotaenidia pacifica) – gatunek średniej wielkości ptaka z rodziny chruścieli (Rallidae). Był endemiczny dla wyspy Tahiti i przybrzeżnych wysepek z archipelagu Wysp Towarzystwa. Wymarł w XX wieku.

## Morfologia

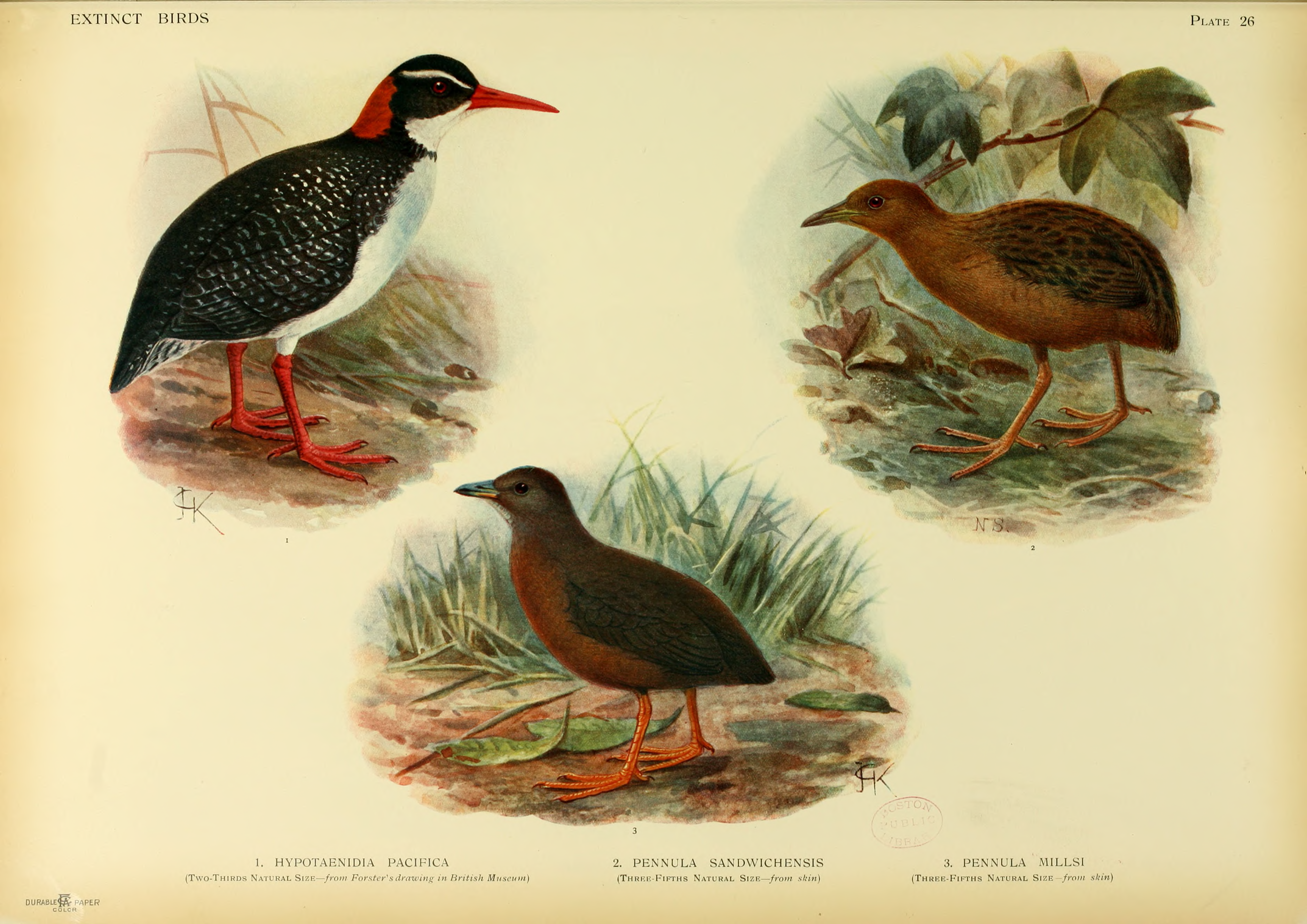
Ilustracja z 1907 roku przedstawiająca wodnika pacyficznego, wymarłą kureczkę hawajską (Zapornia sandwichensis) oraz prawdopodobnie inną odmianę barwną tego gatunku kureczki

W wydanym w 1824 roku 9. tomie serii A General History of Birds John Latham wspomniał, że wodnik pacyficzny był wielkości wodnika zwyczajnego (czyli około 30 cm). Miał krwistoczerwony dziób z jasnobrązowym zakończeniem. Brązowa głowa. Tęczówka czerwona, nad okiem biegnie biały pasek, grzbiet i kuper czarne. Czerwony kark. Skrzydła krótkie, czarne w białe plamki; lotki brązowe. Ogon bardzo krótki, w białe plamy. Brzuch i boki białawe. Nogi mięsistoróżowe.

## Wymarcie
Był to gatunek nielotny, prawdopodobnie wyginął z powodu drapieżników wprowadzonych na wyspę – kotów i szczurów. Od czasów wyprawy Jamesa Cooka w 1773 roku nie było obserwacji aż do 1844 roku. W latach 30. XX w. zgłoszono obserwację na wyspie Mehetia. Brak informacji na temat behawioru i rozrodu. Żaden okaz tego gatunku nie został nigdy złapany, jedyne informacje o morfologii pochodzą z ilustracji sporządzonej przez Georga Forstera, który był ilustratorem w trakcie wypraw Jamesa Cooka.